# Меделин
Вижте пояснителната страница за други значения на Меделин.
Меделѝн или Медеѝн (на испански: Medellín) е град в Колумбия, вторият по население (след столицата Богота) с 2 223 078 жители от преброяването през 2005 г.
Разположен е в северозападната част на страната в долината на река Порсе на надморска височина 1538 м в Андите. Главен административен център на департамент Антиокия. Важен транспортен и железопътен възел, международна аерогара. Черна металургия, машиностроене, химическа, текстилна и хранително-вкусова промишленост.
Основан е през 1616 г.
През 1970-те и 1980-те години градът става известен като база на една от най-силните организации за международен трафик на наркотици – картела Меделин, воден от кървавия наркобарон Пабло Ескобар. Сега Меделин е световноизвестен град с историята си за Пабло Ескобар и със забележителностите като ранчото му дълго 20 километра Hacienda Napoles, гроба му и къщата, на която той е бил убит.

## Личности
Родени в Меделин
- Фернандо Ботеро (р. 1932), колумбийски художник и скулптор
- Рене Игита (р. 1966), колумбийски футболист, национал
- Иван Кордоба (р. 1976), колумбийски футболист, национал
- Пабло Ескобар (1949 – 1993), колумбийски наркобарон
- Алваро Урибе (р. 1952), 39-ият президент на Колумбия
- Андрес Ескобар (1967 – 1994), колумбийски футболист, национал
- Хуанес (р. 1972), колумбийски певец, композитор и музикант
- Дана Гарсия (р. 1978), колумбийска актриса и модел
- Джей Балвин (р. 1985), колумбийски певец
- Сара Коралес (р. 1985), колумбийска актриса, модел, танцьорка, певица и безнесдама
- Давид Оспина (р. 1988), колумбийски футболист, национал
- Карол Джи (р. 1991), колумбийска певица
- Себастиан Ятра (р. 1994), колумбийски певец
- Малума (р. 1994), колумбийски певец

## Побратимени градове
- Валпараисо, Чили
- Гоулд Коуст, Австралия
- Монтерей, Мексико
- Такуарембо, Уругвай